# 聖潘克拉斯車站

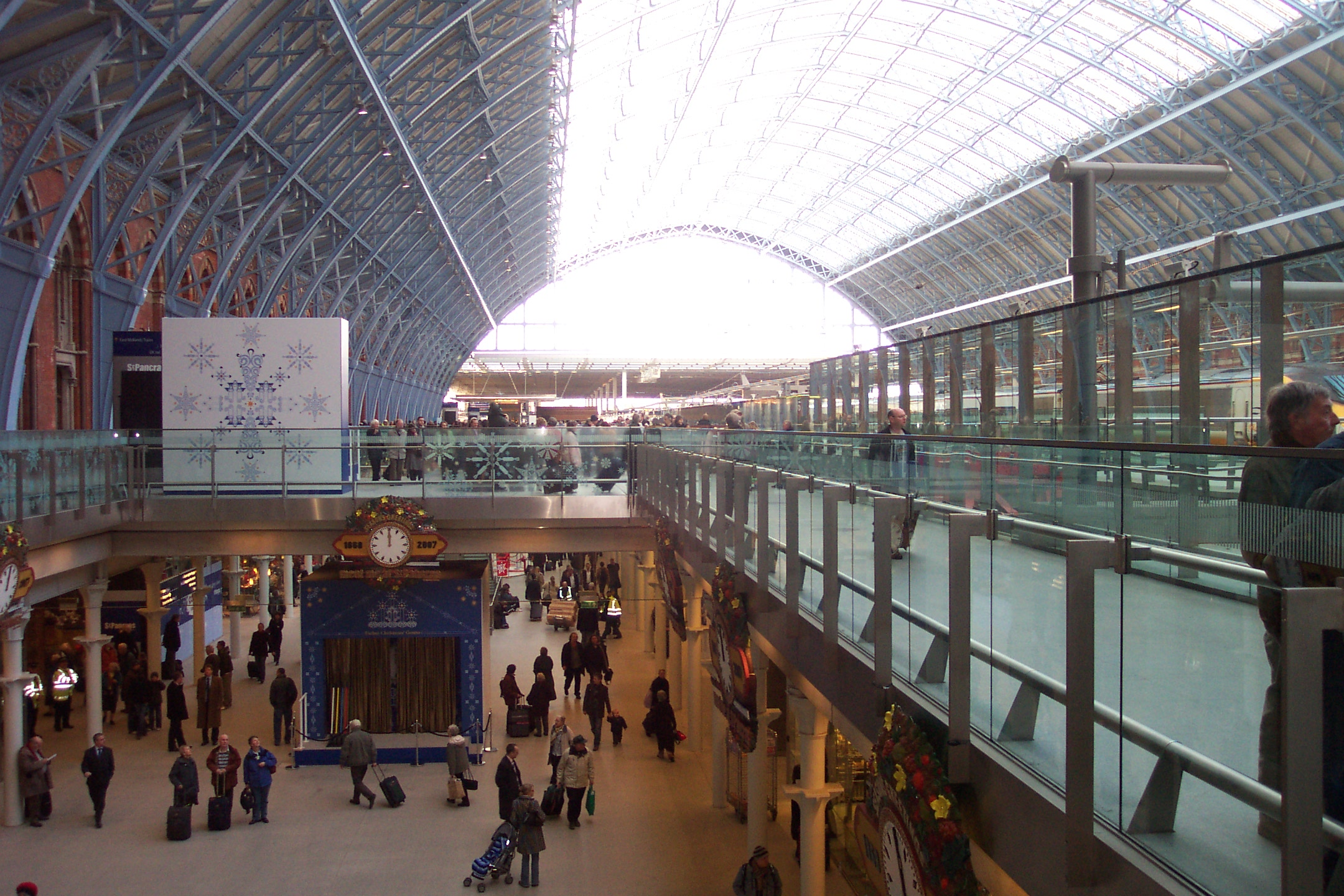
向北看“拱廊”。右侧的站台旁可以看到一辆欧洲之星列车

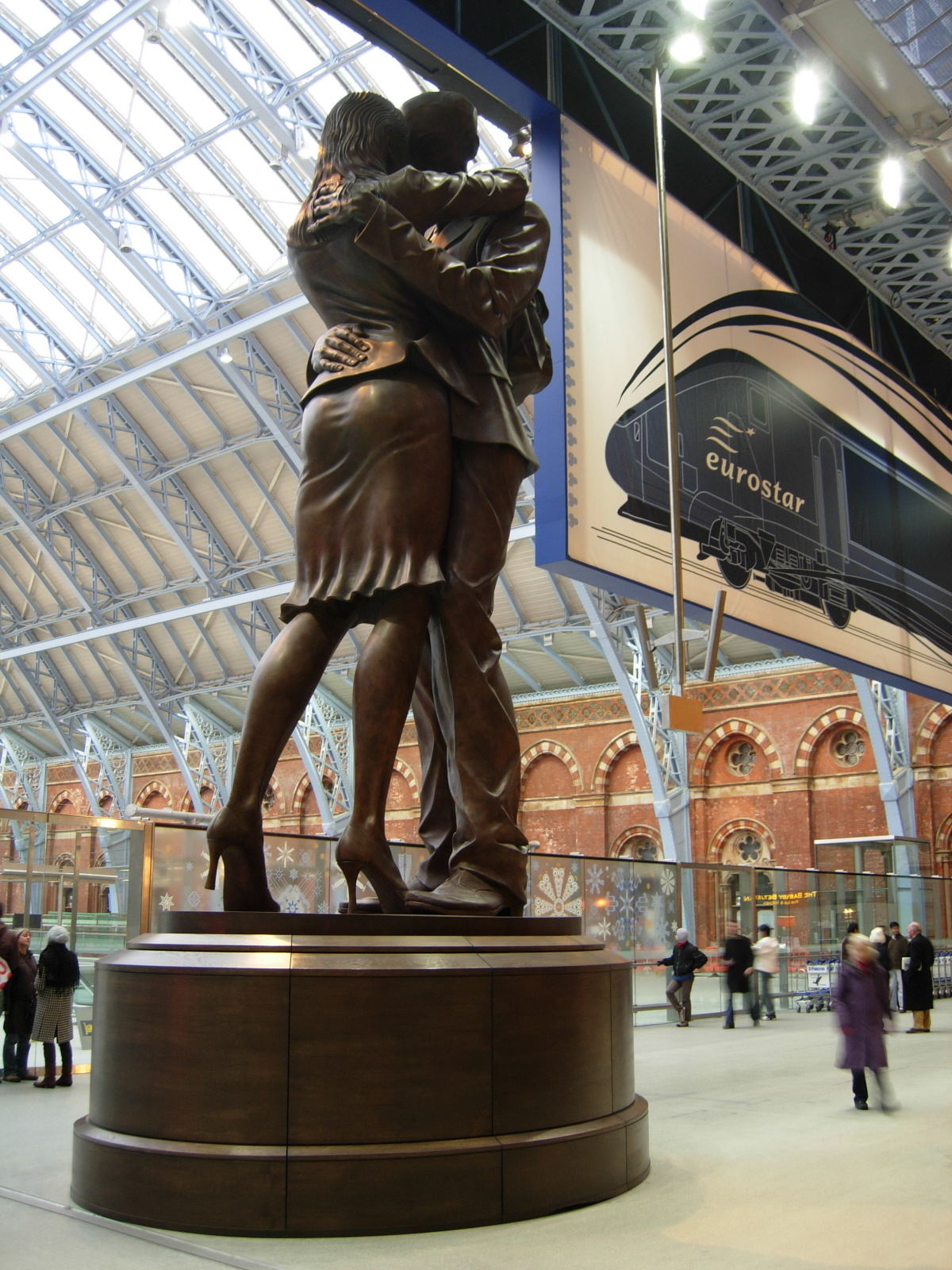
会面之地

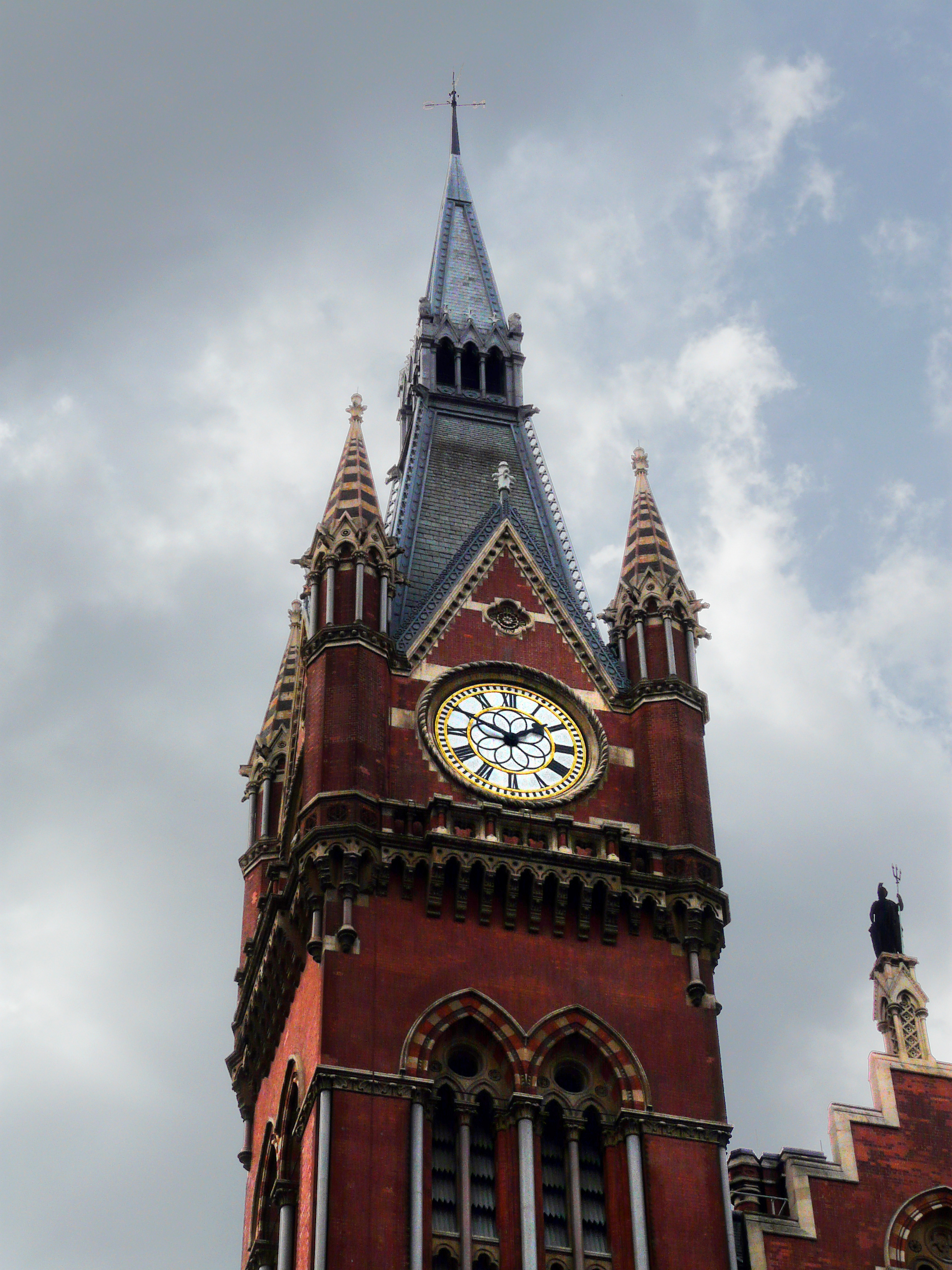
圣潘克拉斯钟塔

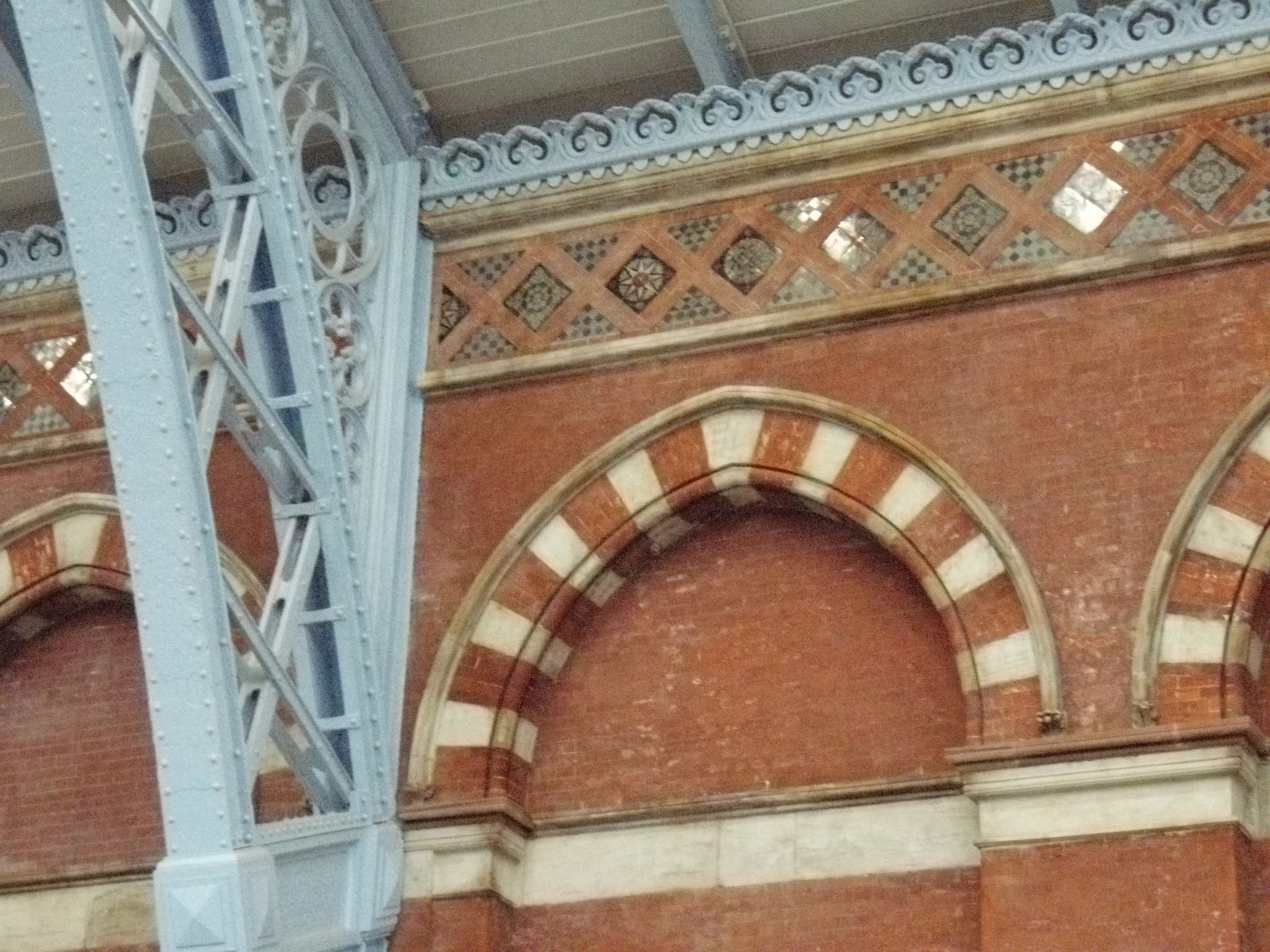
细看车站精细的装潢

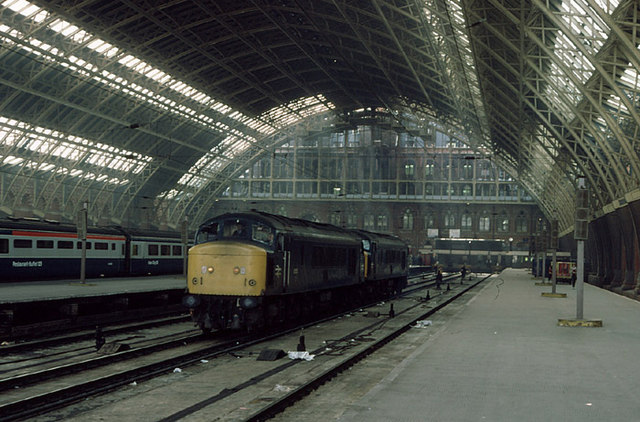
1984年圣潘克拉斯车站内的两辆机车。对这张照片和早先在“拱廊”以类似角度拍摄的照片进行比较，可以看出车站发生的变化

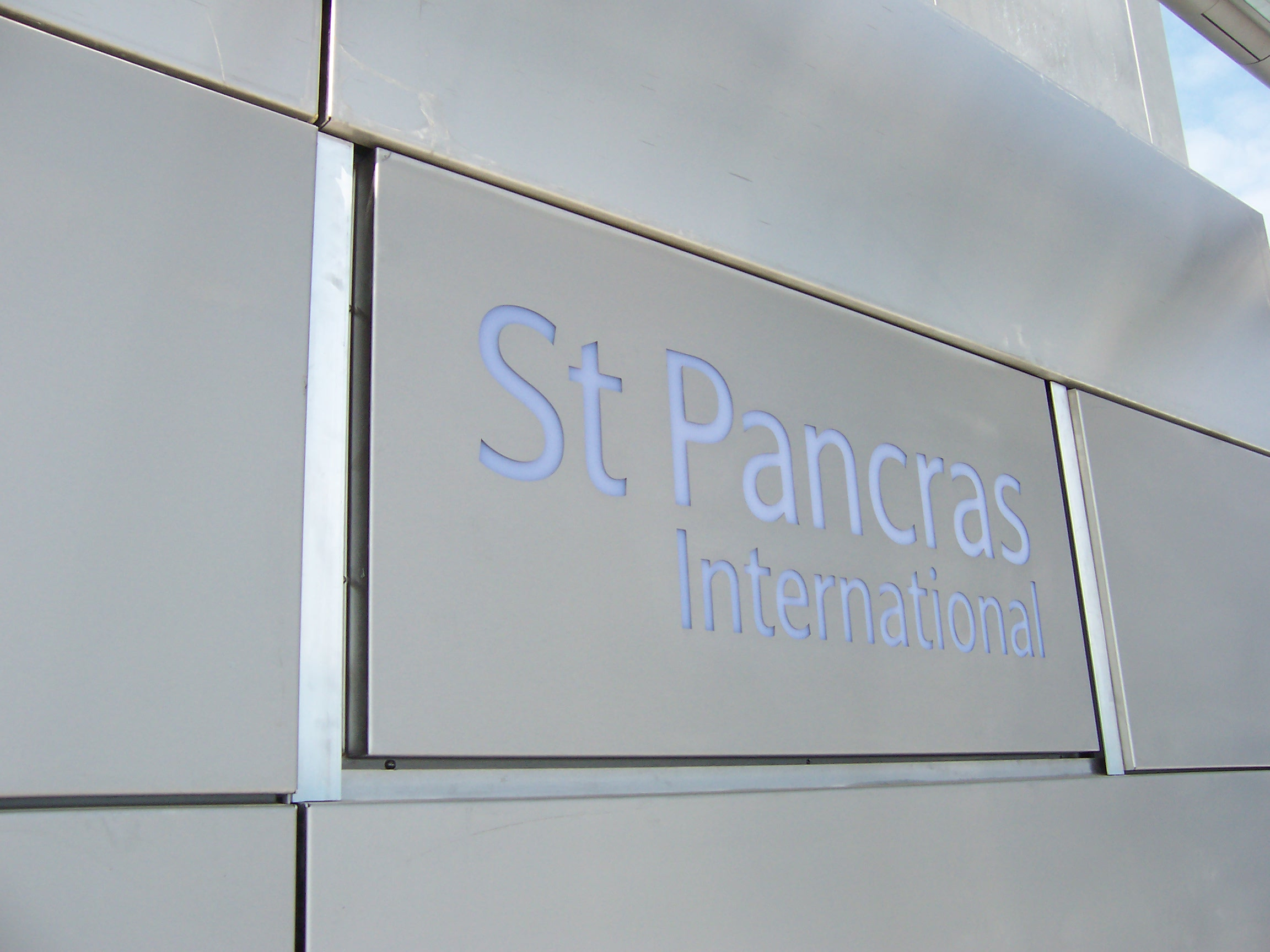
圣潘克拉斯车站新的标志反映了“国际车站”（International）的新属性

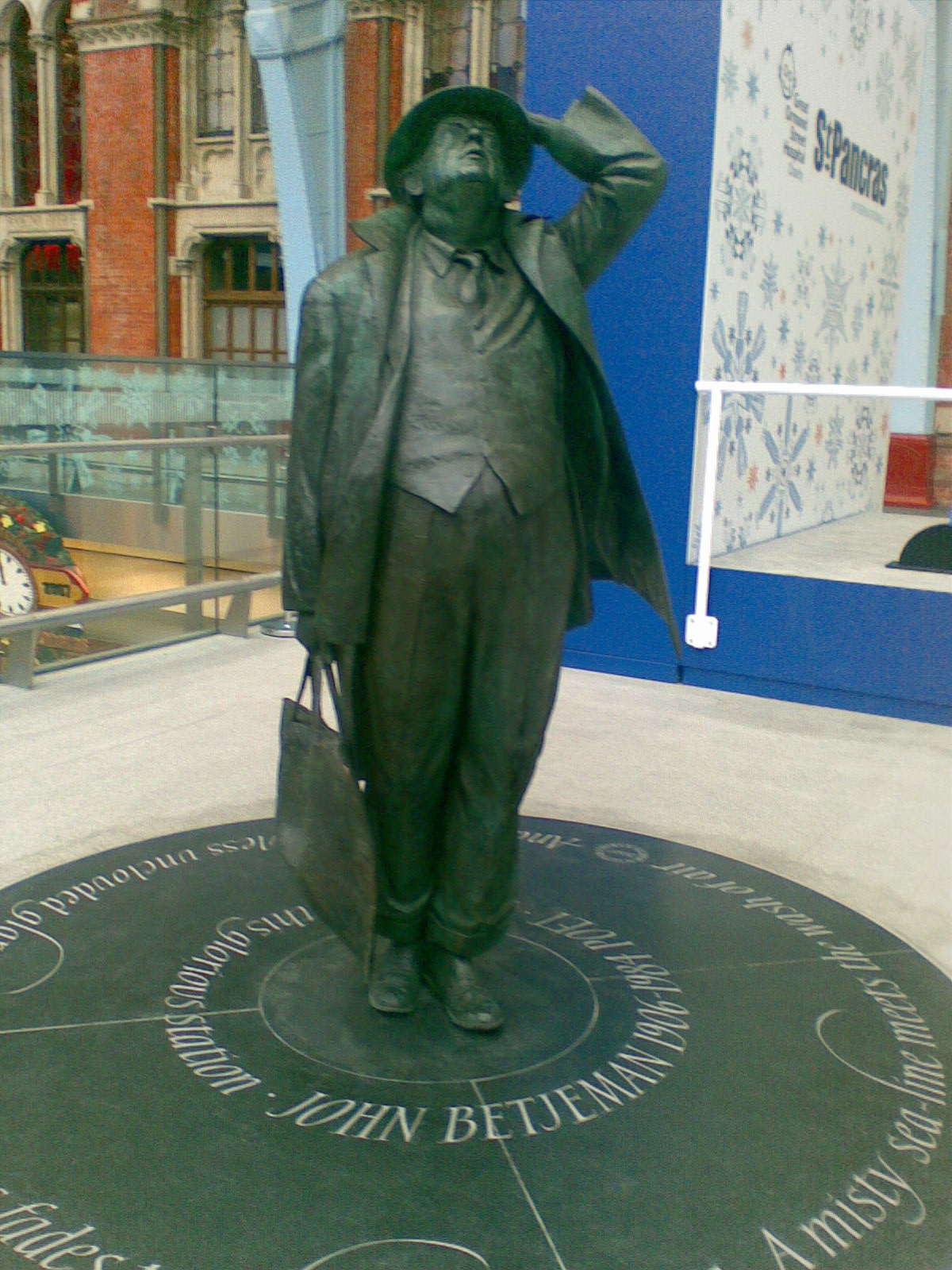
为纪念约翰·贝杰曼保卫车站的行动所建立的雕像

圣潘克拉斯站，亦称圣潘克拉斯国际车站（St Pancras International），是位於英國首都伦敦圣潘克拉斯地区的一座大型鐵路車站，坐落在大英图书馆和国王十字车站之间。它最初于1868年由米德兰铁路公司启用。当时它是该公司米德兰干线西南部的终点站，来自东米德兰兹和约克郡的列车在此停靠。
这座车站以建筑结构闻名。在2000年代，这座车站修缮和扩建，并更名为“圣潘克拉斯国际车站”。作为欧洲之星在英国的终点站，车站新建了一个供欧洲之星列车停靠的安全密封区域。列车自圣潘克拉斯站出发，经英國南部的1号高速铁路，穿过英倫海峡隧道，即到达欧洲大陆。为这座车站和邻近的国王十字车站提供城市轨道交通服务的是伦敦地铁的国王十字圣潘克拉斯站。
圣潘克拉斯站常被称作“铁路大教堂”，因为它拥有两座维多利亚时代的著名建筑。这座车站的主车库是在1868年由工程师威廉·亨利·巴罗建造的，是当时最大的单跨建筑。车站的正面是伦敦圣潘克拉斯万丽酒店，是一座典型的维多利亚式、哥特復興式建筑。

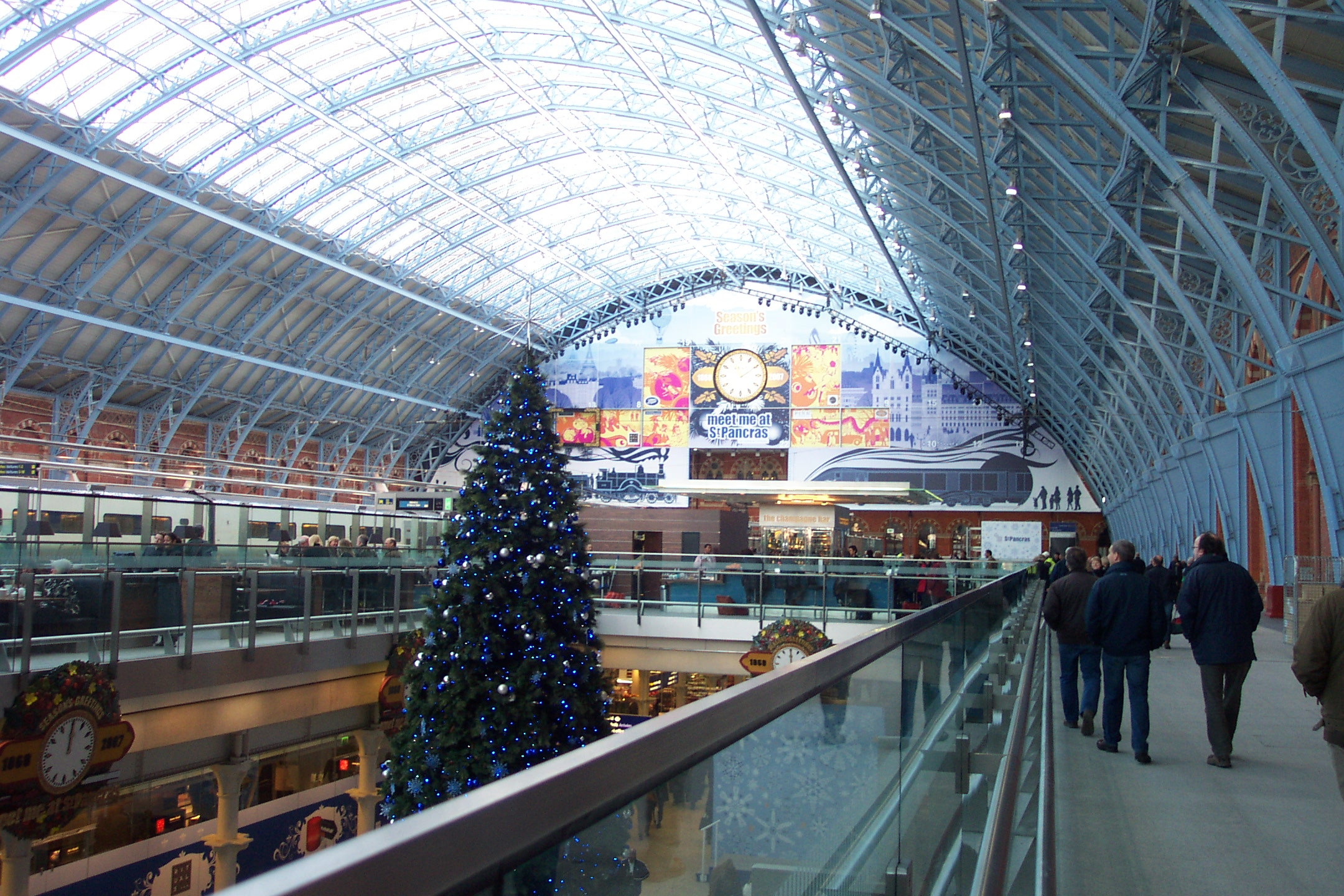
向南看“拱廊”的上层，摄于2007年圣诞节（可以看到圣诞树）。

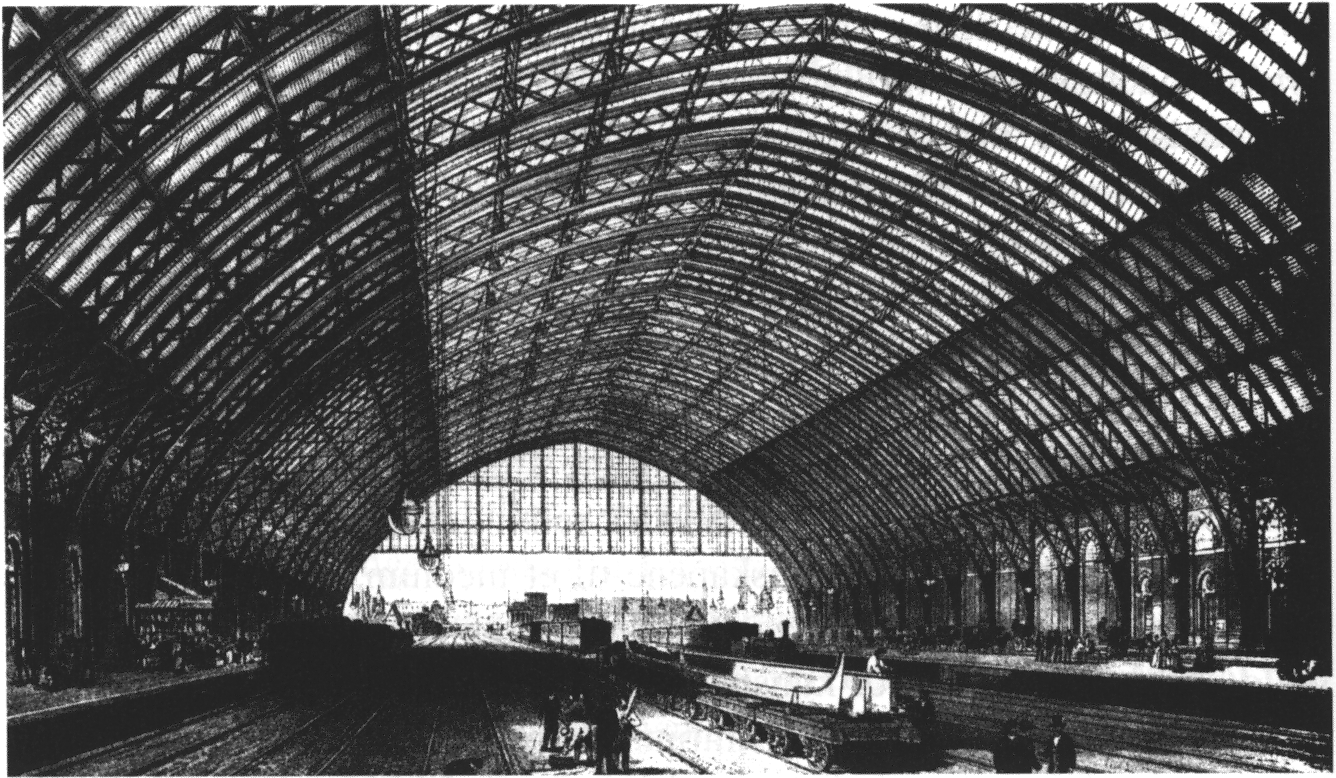
巴洛式顶棚内部，大约摄于1870年。

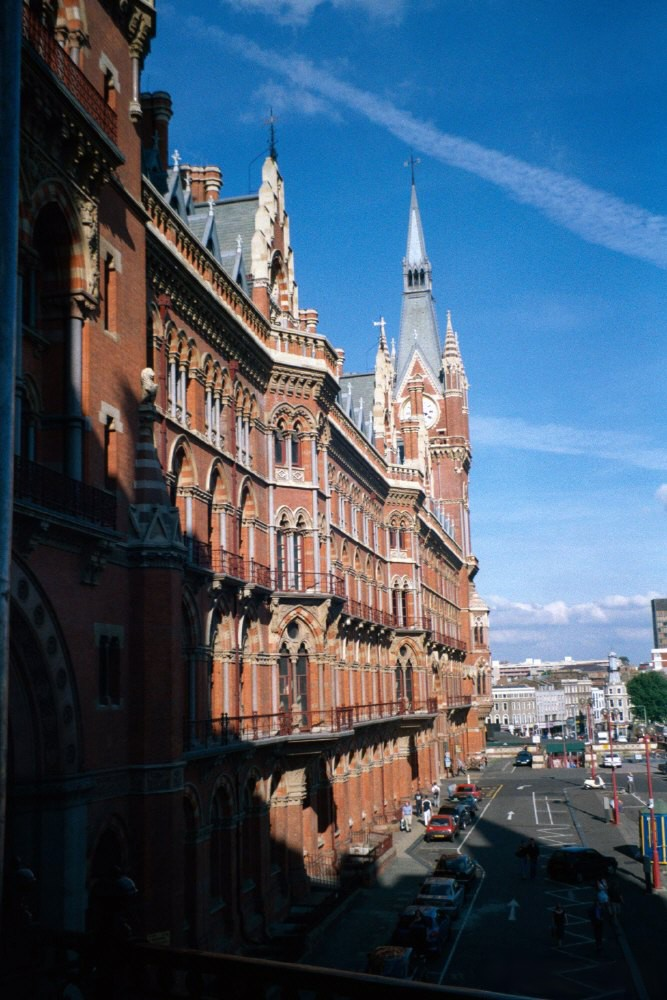
车站的正面——过去的米德兰大酒店

## 位置及布局
圣潘克拉斯车站占地的形状呈一个南北向的长条形。车站南侧是繁华的尤斯顿路。车站的正面曾是米德兰大酒店。酒店的北侧是巴洛式车站主顶棚区，它比周围道路抬高了5米，下方的空间被用作车站的地下室。车站西边是米德兰大街，在路对面是新不列颠图书馆。车站东边则是潘可拉斯大街，在它对面的远处是国王十字车站。车站北边则是国王十字中心，过去是铁路地——一个由多个复杂的铁路交叉道口和数条穿过其中的公路以及摄政运河组成的地区。
欧洲之星的月台加在巴洛式顶棚内，而其他列车的月台位于扩建部分的南端。欧洲之星的月台并不需要占用顶棚的全部宽度，因此这层的部分地板被拆掉，以让自然光可以进入下层的国际大厅——“拱廊”。大厅位于车站的地下室，和顶棚的长度相同，在欧洲之星月台的西侧。候车室位于月台的下方，同大厅相连。国际大厅的南端同国王十字圣潘克拉斯站的伦敦地铁票务大厅相连。
地上和地下的各个国内列车的月台可由和道路高度相同的新国内大厅——“市场”到达。“市场”位于扩建部分和巴洛式顶棚交界处的地下，东西向跨过整个车站。国内和国际大厅相交处呈直角。主要的步行入口位于国内大厅的东端，将来可以同国王十字车站规划中的新候车大厅、以及地铁站将来的的北票务大厅相连。但是在这些设施完工之前，由国内大厅前往地铁站的旅客需要在室外走道主票务大厅，或是在国际大厅内经过相同的一段距离到达西票务大厅。
在车站上层的南端，有一个9米高，20吨重的铜像，名叫“会面之地”。这座雕像是由英国艺术家保罗·戴设计的，用来重新唤起旅行的浪漫。不远处有一座约翰·贝杰曼的雕像，雕像中的他仰着头，充满希望地盯着车站的顶棚。这座雕像被用来纪念他在20世纪保护车站的行动。

## 历史

### 新建车站的需求
车站最早的需求来自米德兰铁路公司。在1860年代之前，该公司的主要服务集中于米德兰兹和伦敦北部的线路，但是并没有一条通往首都中心区的路线。1840年开始，米德兰进出伦敦的列车都在尤斯顿车站停靠，并经由伦敦和西北铁路和一个在拉格比的道口行驶。很快，在拉格比的堵塞和列车晚点由于服务的扩大而变成了家常便饭。
在铁路投机的疯狂时代后期，一条新的伦敦铁路线于1845年被提上日程。1846年，大北线的规划被议会通过，而一条自莱切斯特至希钦斯的米德兰铁路支线在1847年获准。大北线铁路正在建造的时候，米德兰支线却在1850年因财政问题被放弃。来自莱切斯特郡、北安普顿郡和贝德福德郡的商业压力（尤其是来自掌握线路周边12%土地的威廉·惠特布雷德）使得支线重新提上日程。线路在1853年在一次提交给议会，并获得通过。建造工作很快开始，但是修建的速度并不快——线路直到1857年中才开启使用。米德兰铁路公司的运力大幅增长，在随后7年间，它获得了最高20000英镑的运营额。现在，米德兰铁路公司拥有了两条进出伦敦的铁路线，分别停靠在尤斯顿车站和国王十字车站。铁路交通迅速增长，尤其是受到煤炭交易的影响——米德兰铁路公司在1852年的煤炭运输量大约在进入伦敦的所有运输公司中排名第五。
在1862年中期，由于世界博览会带来的巨大交通压力，大北线铁路公司和米德兰铁路公司在运力分配上出现了矛盾。这被认为是刺激了米德兰公司，使它开始建造自己的新线路。这条线路自1862年10月开始修建，有80千米长，自贝德福德至伦敦。然而，在此之前的1861年，米德兰公司就已经开始购买圣潘克拉斯地区的大量土地。
圣潘克拉斯地区当时是著名的贫民窟，并不受人喜欢。当时这个地区的地标是舰队河、摄政运河、一个燃气厂，以及圣潘克拉斯老教堂和大面积的墓地。米德兰铁路公司为新的终点站选址在“新路”（后来的尤斯顿路）旁，在尤斯顿车站东边几百米的地方，紧邻国王十字车站的西侧。虽然教堂和燃气厂为线路的修建制造了麻烦，但是最初的计划仍是像国王十字车站一样，挖一条隧道穿过运河。这片区域当时是居住区，有萨默斯镇的地产，和琼脂镇的贫民窟。地产的拥有者把这块地用19500英镑卖掉，之后没有赔偿就把所有居民赶走，这样他可以再得200英镑。教堂被拆除，但在1868至1869年在肯迪什镇花12000英镑建造了一个新的教堂用来替代老教堂的功能。
米德兰公司决定用隧道将这个地区同新的大都会线连接起来。这条隧道在1863年开始运营，列车在尤斯顿路地下由帕丁顿开往法灵顿街。

### 设计和建造
崎岖不平的地面和地块不规则的形状给车站的设计工作带来了很大的麻烦，这激励了米德兰铁路公司的设计人员，他们想用一座设计巧妙的车站来给伦敦留下深刻印象。他们借鉴了尤斯顿车站的华丽装饰和著名的拱顶、路易斯·库比特在国王十字车站的成功设计、帕丁顿车站创新的铁和玻璃结构，以及查令十字车站和坎农街车站的单跨式屋顶设计。
米德兰公司的咨询工程师威廉·亨利·巴洛做出了车站的第一个整体的设计。巴洛说服了公司去更改最初的计划，把车站用铁质框架抬升6米，这样一来，框架可以为车站提供一个可用的地下室空间，也可以让驶入的列车通过一座桥跨越摄政运河，而非原先计划的隧道。巴洛和罗兰·梅森·奥迪什合作设计的74米宽的单跨拱顶是当时最大的拱顶，它使得车站可以最大限度地，没有障碍地利用拱顶下方地空间。车站前侧的横截位置设计了一个酒店。整个设计在1865年初获得批准。
1865年5月，米德兰公司举办了一场比赛，以获得最好的车站具体设计。11位建筑家受邀参加了比赛，并在同年8月提交了设计。1866年1月，乔治·吉尔伯特·斯科特的哥特复兴式设计被选中。这个设计颇有争议，因为斯科特的设计花费高达315000英镑，是所有设计里造价最高的。车站宏伟的正面外观符合米德兰公司建造伦敦最出众车站的想法，因此在比赛中胜出。虽然车站的成本通过几次修改一点点地降了下来，但是车站整体的宏伟设计保留了下来。
除了顶棚单独建造之外，车站的建筑预算最初是310000英镑，但在一些争执之后华宁兄弟320000英镑的投标中标。顶棚则交给了巴特利公司，预算是117000英镑。1864年秋天，车站的建筑工作开始。建筑者在运河上搭建了一座临时的桥，而且破坏了萨默斯镇和琼脂镇。车站建筑的实际施工因技术问题拖延很久，直到1866年7月才开始，而顶棚的建筑过程中，技术问题更是司空见惯。
坟地造成了最大的问题——主要的铁路线要经过一座桥跨越坟地，而一条通向大都会线的支线又要经过隧道下穿这篇地区。施工方预料到了遗骨的问题，但是一开始并没有好好处理。隧道的建设由于人体遗骨和棺材的处理而大大拖延。连接线的施工在1867年1月最终完成。
公司希望可以在1868年1月之前完成必要的建筑。琼脂镇的货站在1867年9月迎来了第一辆列车，但通过大都会线的客运直到1868年7月才开始。但是，10月1日车站启用的时候它还没有完工。顶棚的最后一根支架刚刚在9月中旬装上，整个车站内有大量的临时建筑。第一辆列车是发往曼彻斯特的快速列车，它在肯迪什镇车站（Kentish Town station）到莱切斯特的156千米的路程中一直都没有停，这在当时创下了世界纪录。
车站地下室被用来存放来自特伦特河畔伯顿的啤酒桶。
米德兰大酒店的建筑工作直到1868年中才开始。酒店由乔治·吉尔伯特·斯科特设计，直到1873年5月5日才对外开放。附属部件的工作由于米德兰公司裁减了斯科特铺张浪费的开销而变得很有争议。在1876年末，斯科特被付清工资而解雇。建筑的整体花费是438000英镑。第一眼看上去，酒店建筑是富有色彩的意大利式哥特建筑——这是响应约翰·拉斯金的“来自威尼斯的石头”——但是仔细看，它吸收了各个时期很多国家的建筑风格。从这种兼容并蓄的风格中，斯科特看到，一种新的流派将要诞生。
米德兰铁路公司进行了接下来的建筑工作。公司在通往曼彻斯特、诺丁汉、设菲尔德和卡莱尔的线路开通之后进行了一些扩建。

### 国有化和私有化
20世纪从整体上说，并没有很好地对待圣潘克拉斯车站。1921年的铁路国有化法案强迫米德兰铁路公司同伦敦和西北铁路（LNWR）合并成伦敦、米德兰和苏格兰铁路（LMS）。LMS使用LNWR的尤斯顿车站作为自己在伦敦的终点站。 米德兰大酒店于1935年关闭，酒店建筑被用作办公楼。在第二次世界大战中，德国的轰炸毁坏了车站的顶棚，直到战后才恢复。
在1948年，合并自各大铁路公司的英国铁路成立之后，原先LMS的运营业务没有受到影响。自伦敦始发的列车中，在伦敦附近的列车到达北沃尔维奇、圣奥尔本斯和贝德福德；长距离的列车则驶向格拉斯哥、利兹、诺丁汉、设菲尔德和曼彻斯特。
在1960年代，圣潘克拉斯站开始显得多余，有人试图关闭车站，并拆除酒店。这种尝试引来了以当时的桂冠诗人约翰·贝杰曼为首的人们的强烈的反对，最终没有成功。
在1986年英国铁路逐渐部门化的过程中，通向东米德兰兹的干线服务分给了InterCity部门（原米德兰公司的一部分），而通往圣阿尔本斯、卢顿和贝德福德的业务则分给了东南铁路网。在同一时期的1988年，雪丘隧道（Snow Hill tunnel）因泰晤士联线的建成而重新开放，于是多数市郊铁路列车改走了这条路线。但是，圣潘克拉斯站仍旧只停靠原先米德兰主干线通往莱切斯特、诺丁汉和设菲尔德的列车，只有少部分通往贝德福德和卢顿的列车停靠。这导致车站的车流量很少，以至于车站几乎不再使用。
1996年4月28日，在英国铁路重新私有化之后，圣潘克拉斯车站的长距离列车经营权给了米德兰干线公司（Midland Mainline）——一个由国家快运掌握的铁路运营商。少量的市郊铁路列车仍旧在圣潘克拉斯车站停靠，自1997年3月2日起的运营商是泰晤士联线公司。
米德兰干线公司曾有过运营自圣潘克拉斯车站到纽卡斯尔和曼彻斯特的计划，但是很快就搁置下来。后来开行了一些往返利兹的列车。在2000年代，西海岸主干线的重组让圣潘克拉斯又有了前往曼彻斯特的列车——这一次是经过希望谷的线路。

### 新功能的规划
最初海峡隧道铁路连线（CTRL）的规划是从隧道连接到伦敦的东南部，之后在国王十字车站附近设置一座地下车站作为终点站。但是这个规划后来的变动——这要归功于当时的英国副首相迈克尔·赫塞尔廷对伦敦东部再城市化的推动——将线路进入伦敦的规划改为从东边进入。这使显得多余的圣潘克拉斯车站有了成为终点站的可能——经由车站的咽喉处的北伦敦线
但是使用北伦敦线的想法被认为不切实际，这个想法也在1994年被当时的交通运输大臣约翰·迈克格雷格以“难以建设，且破坏环境”的理由拒绝。不过，这个想法的核心——使用闲置的圣潘克拉斯车站作为终点站——保留了下来。新的计划是专门建设一段20千米长的隧道。
在英国铁路私有化期间成立的伦敦和大陆铁路（London and Continental Railways，LCR）被选中进行圣潘克拉斯车站的重启工作、铁路连线的建设工作和欧洲之星列车在英国的运营工作。LCR公司自英国铁路私有化以来一直拥有圣潘克拉斯车站的运营权以恢复车站的使用。尽管1998年的财政困难、2001年铁路线路公司（Railtrack）的倒闭使得计划有了一些改动，但是LCR仍然保留了圣潘克拉斯车站的运营权。
重建的设计和管理工作由多个公司合资的铁路连接工程公司（RLE）代表LCR进行。最早的设计是由过去不列颠铁路公司的室内建筑设计团队的带头人——尼克·德比完成的。而主要的详细计划则是由福斯特建築事務所的阿拉斯泰·兰斯里完成的——他是尼克·德比过去的同事。
为了容纳超长的欧洲之星列车，并为国内线路和通勤列车提供站台，车站顶棚将以一个平的顶棚的形式向北延伸。在扩建的顶棚下计划建造13个月台。前往东米德兰兹的列车将在西侧的月台停靠，欧洲之星列车将在中部停靠，前往肯特的高速列车则将占用东边的几个月台。欧洲之星的月台和一个米德兰列车的月台将延伸进入原来的巴洛式顶棚。要乘坐欧洲之星列车的旅客将经过车站西侧的出发大厅，之后经过一座跨越铁轨的桥到达月台。而经欧洲之星到达的乘客将从车站北边新的大厅离开车站。
这个初始的计划后来被修改，乘客改从下方进入欧洲之星月台，这可以使车站地下室的功能最大化。阻碍视线的天桥则被取消。进入原有顶棚的米德兰站台也被取消，这样可以在站台层上开一个采光井，以使自然光可以进入地下室。

### 车站扩建
在扩建之前，车站电力市郊铁路用的接触网电线被拆除，以便于车站改造。因而，所有来自贝德福德和卢顿的列车都改走国王十字泰晤士联线车站（Kings Cross Thameslink railway station）。
在2004年，扩建顶棚的东边部分完工，于是原有的顶棚关闭改造。从2004年4月12日起，米德兰主干线的列车在扩建部分的临时车站停靠。
从这时开始，扩建部分西侧地下的泰晤士联线上方开始扩建一个“盒子”车站，以后为这条线路列车停靠提供月台。由于泰晤士联线有一部分经过扩建车站的下面，所以自肯迪什镇车站（Kentish Town station）至国王十字泰晤士联线车站的隧道自2004年11月11日至2005年5月15日封闭。为了避开这段隧道，从北边来的泰晤士联线列车停靠在和米德兰主干线相同的临时车站，而从南边来的列车则停靠在国王十字泰晤士联线车站。
在封闭改造之后，新的车站仍然只是一个混凝土空壳，不能接待旅客。泰晤士联线的列车恢复了原来的线路，经过新建的车站，但是不停靠。“盒子”车站的装修并不包含在给CTRL公司的预算中，而是另外的泰晤士联线计划（Thameslink Programme）的任务。运营商希望看到“盒子”车站和新的国际部分同时启用，于是对政府进行了游说，但是政府并没有给他们提供额外的资金。这样一来，在线路封闭结束之后，车站没能立即开始装修。最终，在2006年2月8日，时任英国交通运输大臣的阿利斯泰尔·达林公布了5千万英镑的装修预算和1000万至1500万的铁路讯号和其他建设资金。
2005年，将原来的米德兰大酒店翻新扩建成酒店和公寓的计划获得许可。
在2006年中期，车站扩建部分的西半部完成。同年7月14日，米德兰主干线列车从东边的临时车站移到了西边的正式停靠地。
根据2007年11月英国广播公司第二台的广播，车站扩建的总投资在8亿英镑左右，而原先的预计是3亿1千万英镑。

### 国际车站启用
从2007年10月30日至11月上旬，欧洲之星公司进行了一次测试：共有6000人参加了涉及检票、人流量控制和列车离站的测试，这些测试者都三次乘坐列车离开车站，到车站外的隧道口，再返回。在2007年11月4日，第一辆欧洲之星测试列车从巴黎北站出发到达圣潘克拉斯车站。儿童插图画家昆廷·布雷克被委托把一个“假想的欢迎队伍”画在一幅巨大的壁画上，以遮盖车站出口对面摇摇欲坠的老建筑。
圣潘克拉斯车站重新启用后官方更名为“圣潘克拉斯国际车站”。在2007年11月6日，伊丽莎白二世女王在菲利普亲王的陪伴下开启了1号高速铁路。
|  | 我很高兴能正式启用1号高速铁路——英国首条高速铁路，并重新启用宏伟的圣潘克拉斯国际车站。 |

在精心设计的启动仪式上，迪摩斯·韦斯特扮演亨利·巴洛致词。仪式上还有皇家爱乐乐团和歌手莱马、凯瑟琳·詹金斯的表演。在精心搭建的铁路剧场里，第一辆英铁395型电力动车组和两辆欧洲之星列车在干冰制造的烟雾里驶入车站。

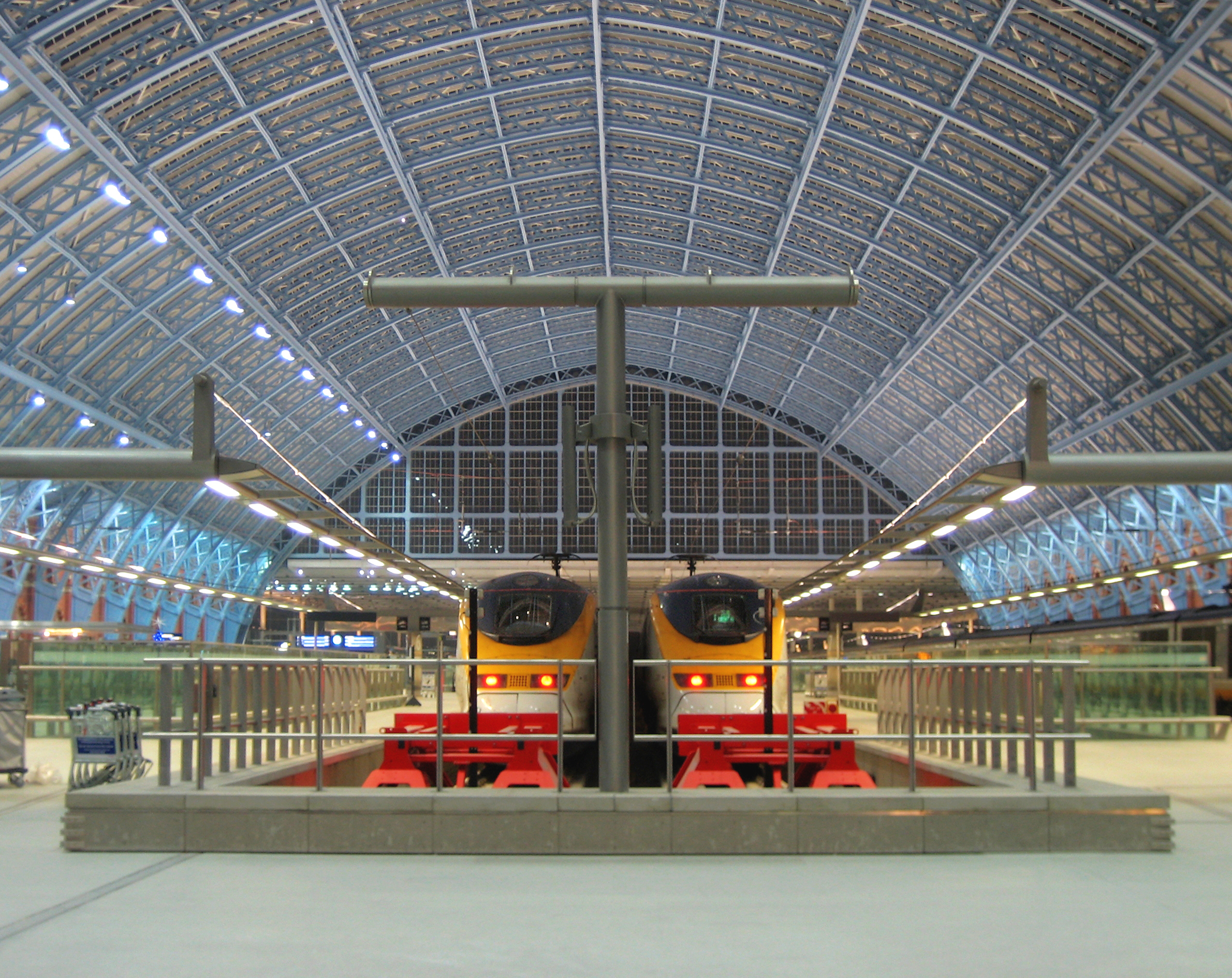
翻修后顶棚內的欧洲之星列车，摄于2008年1月。

向公众开放的欧洲之星列车服务从2007年11月14日开始。在一个小型的仪式上，工作人员为欧洲之星站台剪彩。
虽然通往肯特的列车直到到2009年都将是空的，但是车站的布局没有改变。在欧洲之星开通的同月，车站的国内路线开通——仍是传统的东米德兰兹方向，但是运营商变成了同名的东米德兰兹铁路公司（East Midlands Trains）。
2007年12月9日，使用車站地下月台的泰晤士鐵路服务启用。这也意味着国王十字泰晤士鐵路车站的关闭。线路的运营商已经于2006年4月1日易手为第一首都连线（First Capital Connect）。

## 运营

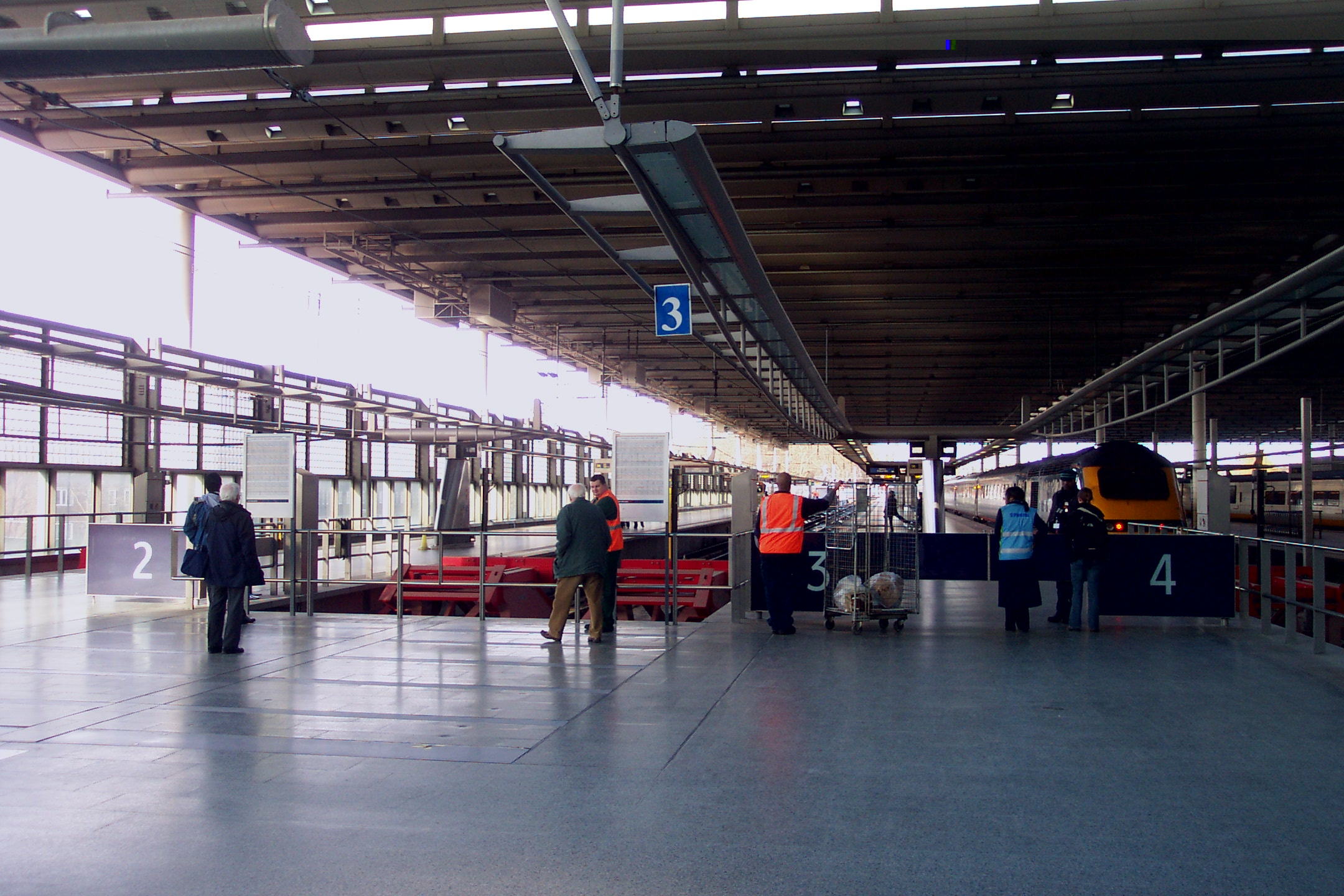
东米德兰兹列车使用的站台，位于扩建部分水平的天花板以下。

### 国内

#### 东米德兰兹铁路（米德兰主干线）
自2007年11月11日起，圣潘克拉斯车站成为米德兰主干线的终点站。这条线路由东米德兰兹铁路公司运营。线路通向英格兰的东米德兰兹和约克郡。停靠的车站包括卢顿、贝德福德、韦灵伯勒、凯特灵、哈勃勒市、莱切斯特、拉夫堡、诺丁汉、德比、切斯特菲尔德和设菲尔德。乘坐非常规线路也可以到达纽瓦克、林肯、唐卡斯特、韦克菲尔德、利兹、约克和斯卡伯勒。
现在车站去往莱切斯特车站的列车每小时4列，其中三列快车，一列慢车；前往诺丁汉车站的列车半小时一列；前往德比米德兰车站（Derby Midland railway station）的列车半小时一列，其中继续前往设菲尔德的列车一小时一列。前往科比车站并在中等车站停靠的列车每小时5列，高峰时间可开往梅尔顿莫布雷车站并在奥克姆停靠。

#### 第一首都联线（泰晤士鐵路）
2007年12月9日，作为泰晤士鐵路计划的一部分，圣潘克拉斯车站增加了泰晤士鐵路（Thameslink）的月台。这条线路是由第一首都连线（First Capital Connect，FCC）运营的。在过去使用的国王十字泰晤士鐵路车站中，月台被标为A和B。新的车站——由于到地铁站的距离比老车站长——需要防止人流过多带来的混乱。
泰晤士鐵路计划要求使用12编组的大型列车，但是扩建旧的国王十字泰晤士鐵路车站很困难（需要修改克勒肯维尔隧道和伦敦地铁环线、汉默史密斯及城市线、大都会线，会带来很大的麻烦，造价也非常高），于是规划在圣潘克拉斯车站下方建一个新的车站。在这些月台前有闸机。
这座车站允许旅客前往北面的贝德福德车站、卢顿车站、圣奥尔本斯市车站，或者南面的温布尔登车站、东克罗伊登车站和布赖顿车站，也有前往伦敦盖特威克机场和伦敦卢顿机场德直达列车。泰晤士联线计划将使线网车站数翻三番，从50个到172个。
在伦敦黑衣修士站的尽头式月台在2009年3月关闭之后，东南铁路公司原先在使用黑修士车站作为终点站的线路改停肯迪什车站（非高峰时段）、或者圣奥尔本斯、卢顿或贝德福德（高峰时段）。这些列车都在这里停靠。

#### 东南铁路公司（第一高速铁路和肯特海岸）
自2009年12月开始，东南铁路公司将在圣潘克拉斯车站开行经由第一高速铁路的国内高速铁路列车（时速225km/h），和延肯特海岸开行的普通列车。这将使由阿什福德到伦敦的时间缩短到30多分钟。高速铁路服务将开行至斯特魯德（Strood）、查塔姆（Chatham）、格雷夫森德（Gravesend）、马盖特（Margate）、拉姆斯盖特（Ramsgate）、多佛、福克斯通、阿什福德（Ashford）、埃布斯福利特（Ebbsfleet）和其他肯特郡内的目的地。
第一列载客列车在2008年12月12日已经开行，这标志着定期业务开通倒计时一周年。这列特别列车搭载了很多重要人物，从阿什福德国际车站开往圣潘克拉斯，总共花费了37分钟。

### 国际

#### 欧洲之星（1號高速铁路）

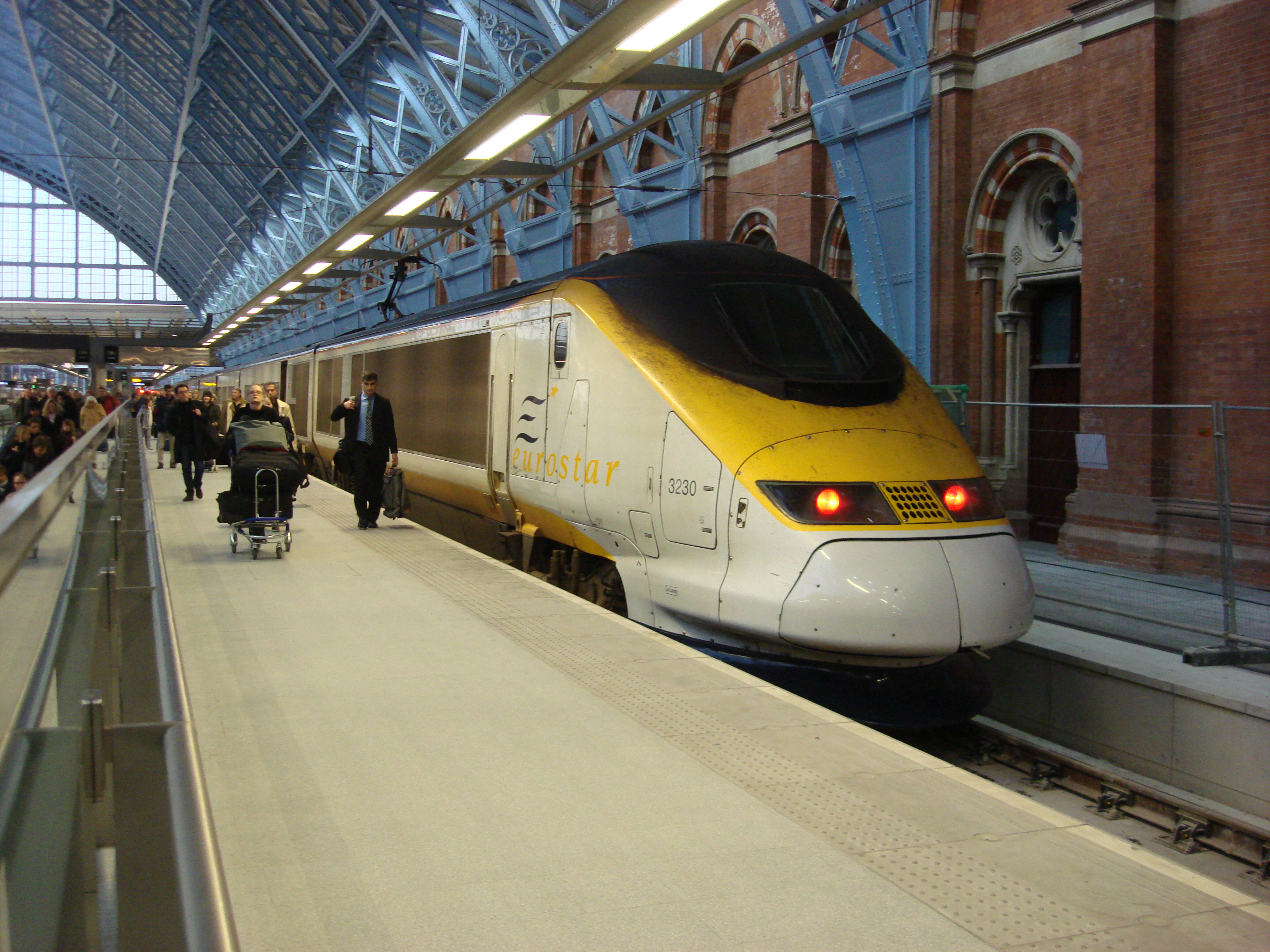
刚刚由布鲁塞尔南站到达圣潘克拉斯车站的欧洲之星列车。

欧洲之星的完整时刻表在2007年12月9日开始实施。平常每天有17对往返巴黎北站的列车、10对往返布鲁塞尔南站的列车、和1对专门为往返巴黎迪士尼乐园而开行的列车。周末（周五至周日）会增开开往巴黎的列车，但是去往布鲁塞尔的列车将会减少。周末也会增开旅游列车——冬季开往阿尔卑斯山，夏季开往阿维尼翁。
列车在途中经过四座中等车站——艾貝斯菲特國際站、阿什福德国际车站、加莱弗和丹车站、里尔欧洲车站。不停靠这些车站的列车需2时15分到达巴黎，1时50分左右到达布鲁塞尔；在这些车站停靠的列车需多耗费5至10分钟，时间的长短取决于列车停留车站的多少。

## 服务

### 站台
| 站台  | 运营商         | 线路 |
| ----- | -------------- | --- |
| 1–4   | 东米德兰兹铁路 | 去往莱切斯特、诺丁汉、德比、林肯、设菲尔德、科比、利兹等城市的干线列车                                           |
| 5–10  | 欧洲之星       | 去往巴黎和布鲁塞尔的国际列车                                                                                     |
| 11–13 | 东南铁路公司   | 自2009年起去往肯特海岸的高速列车                                                                                 |
| A、B  | 第一首都联线   | 经泰晤士连线去往贝德福德、卢顿、圣阿尔班斯城、黑衣修士、伦敦桥、萨顿、七橡树、东克罗伊登、盖特威克机场以及布莱顿 |

## 国王十字圣潘克拉斯地铁站
国王十字圣潘克拉斯地铁站是伦敦地铁的一座车站，服务于国王十字车站和圣潘克拉斯站两座车站。它位于旅行票区1。
国王十字圣潘克拉斯站的主要任务之一是把人流从各个入口引向伦敦地铁的新票务大厅，以免造成拥挤的情况。

### 过去的和规划的线路
1906年至1932年间，皮卡迪利线在向北驶离或由北边驶向国王十字圣潘克拉斯站时，在北边邻近的约克路站停靠。1932年，约克路站关闭之后，地铁列车就越过已关闭约克路站，直接驶向加勒多尼亚街站。约克路站的地面建筑保留了下来，在国王十字站北边600米：这样短的距离直接造成了约克路站人流稀少，进而导致关闭。
1991年开始，可能的切尔西-哈克尼线线路被提出，其中包括和国王十字圣潘克拉斯站的连接。。这个计划将提供一个在国王十字站和维多利亚站之间的第二条径直线路。在2007年的规划中，邻近的车站分别是和天使站。

## 脚注
1. ↑  包括2007年起并入的泰晤士联线的第一个全年的数据。
2. ↑  原文：It gives me great pleasure to officially launch High Speed 1, Britain's first High Speed Railway and to re-open this magnificent station, St. Pancras International.
3. ↑  1918年开始，约克路站逢周末就关闭，直至1932年完全关闭。